# Леміш (ґонт)

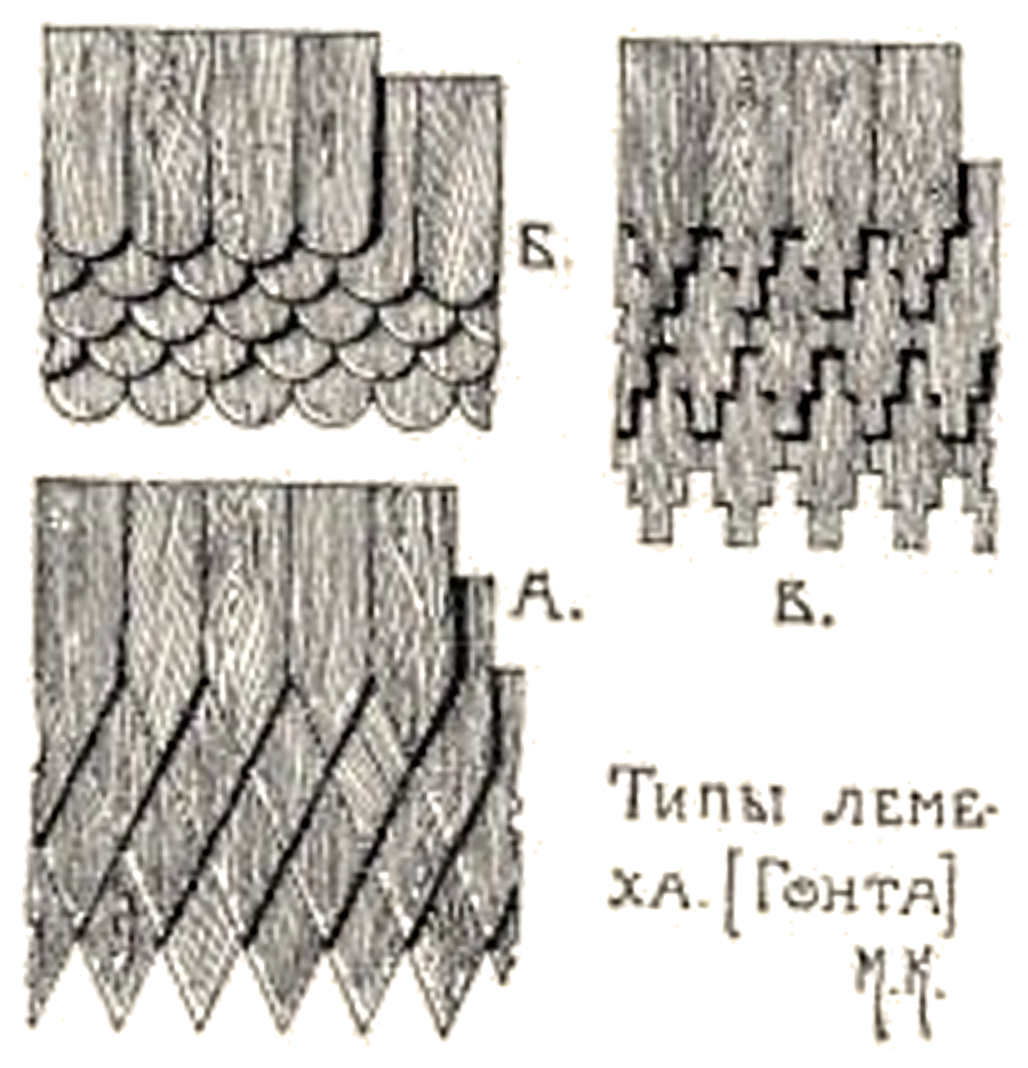
Види лемеша: А — загострений, Б — закруглений, В — городчастий

Лемі́ш (рос. лемех), ле́мех, також «російська черепиця» (русская черепица) — в російській дерев'яній архітектурі довгасті злегка зігнуті дощечки у формі лопатки, що служать для покриття бань шатер та інших округлих форм і мають деяку схожість з черепицею.
Назву отримав за схожість з лемешем плуга (рос. лемех).

## Опис
Колоди рубали сокирою, оскільки при поперечному рубанні деревини її пори забиваються і стають недоступними для вологи. Переважно використовували осику — завдяки її податливості при обробці, збільшенню міцності пізніше під впливом дощу і снігу, і набуваному з часом сріблястому відливу. Вузький осиковий (чи дубовий, кленовий) тес розрубували на дрібні дощечки, кінці яких загострювали у вигляді ступінчастого клина (городчастий) або півкругом (Лампожненська церква в Архангельській області), або трикутним завершенням. Профіль лемеша має опуклу форму (по поверхні), що значно ускладнює його виготовлення і підвищує вимоги до якості деревини. Довжина одного елемента — до 50 см. Прибиваються рядами, внапусток.
У сучасному храмовому будівництві і в зодчестві Давньої Русі використовувався для покриття бань, бочок, кокошників, шатер, шиї та інших елементів покрівель («лускате оббивання»). Наприклад, 30 тисяч лемешин знадобилося для покриття Преображенської церкви.

## Галерея

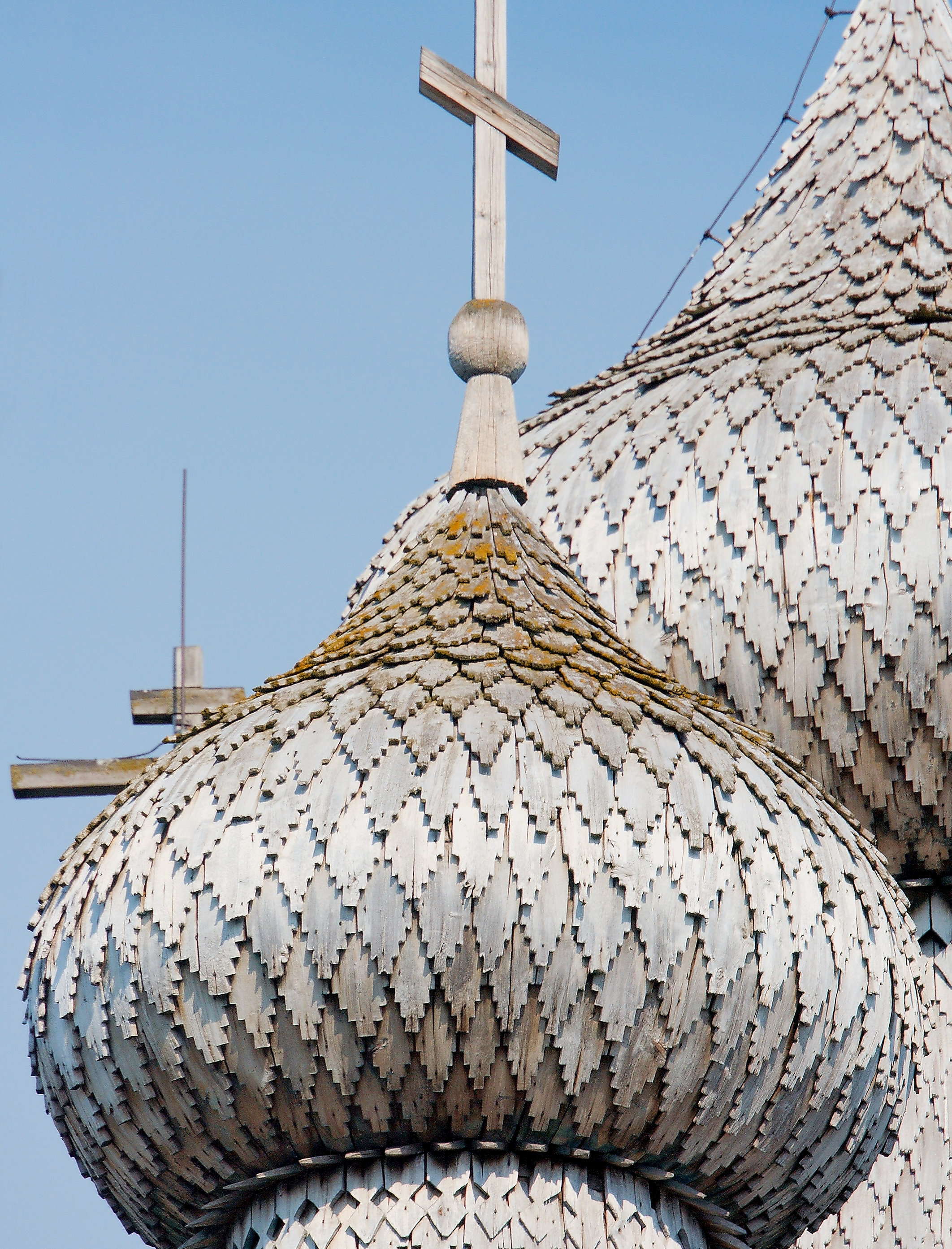
Кижі, лемешева покрівля церкви Преображення Господня
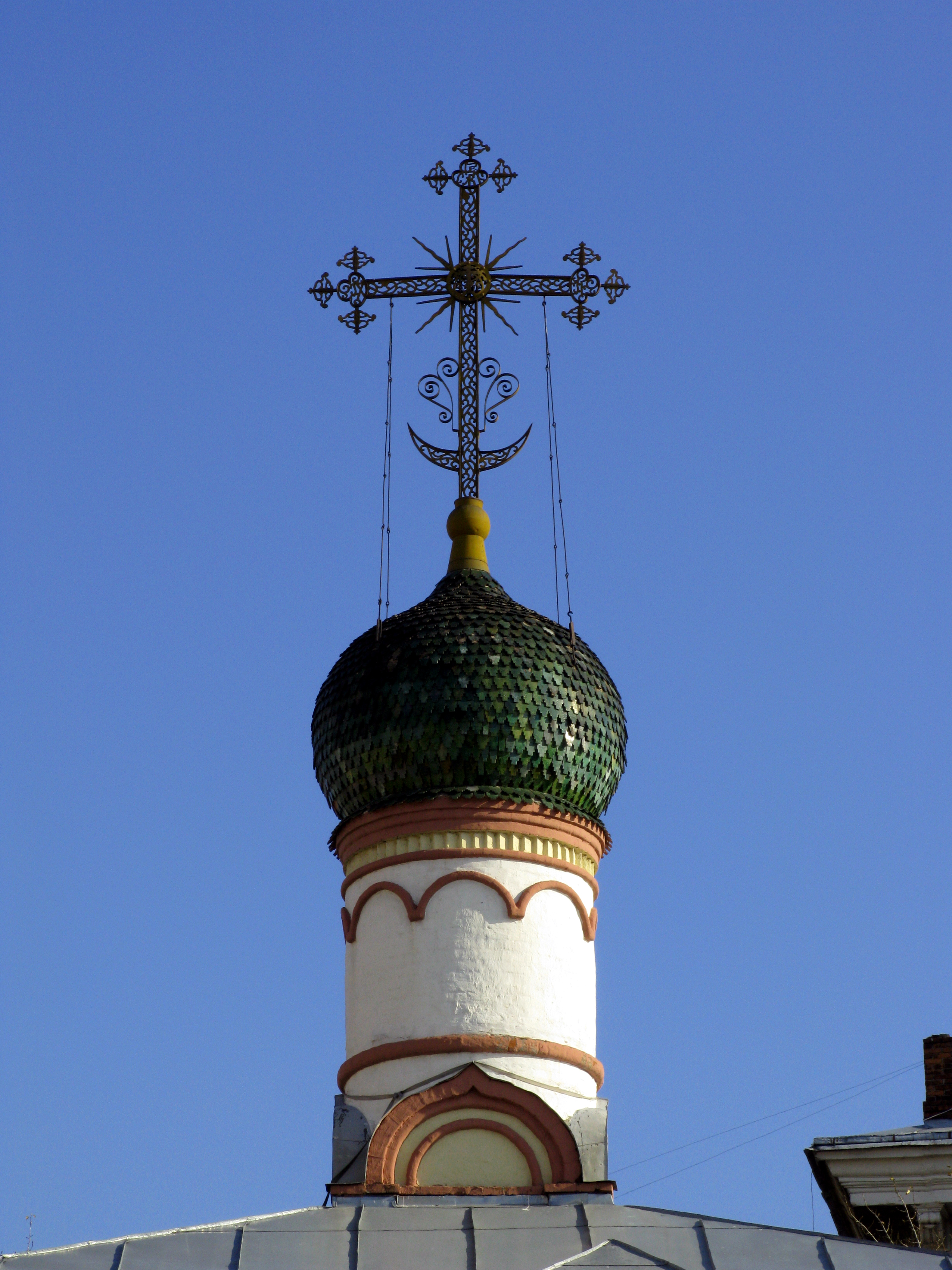
Крита лемешем баня церкви Трьох Святителів на Кулишках у Москві
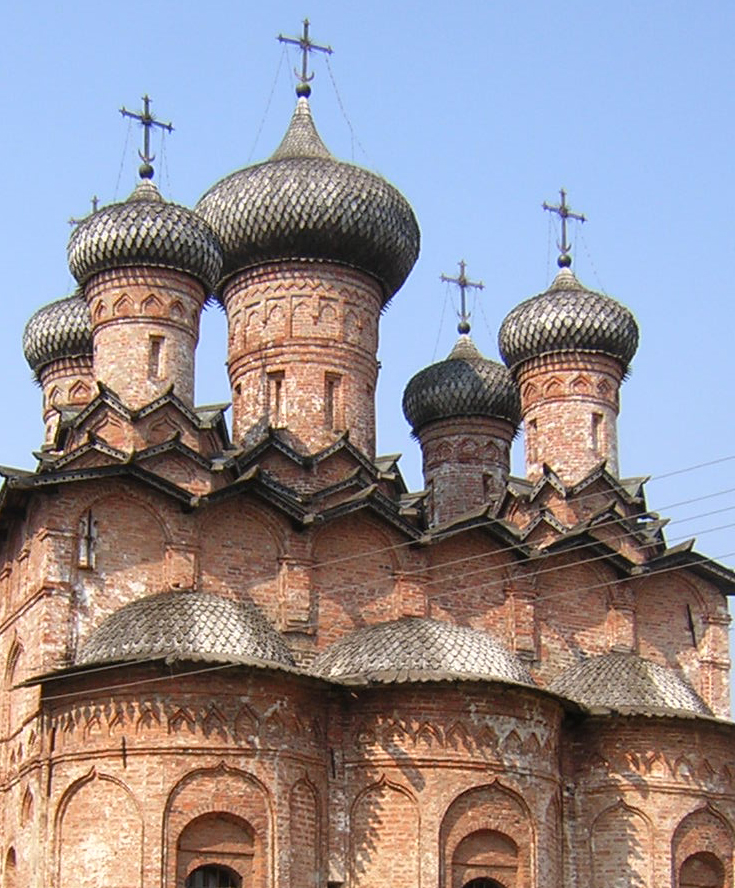
Куполи та апсиди, криті лемешем. Церква Трійці Духова монастиря у Великому Новгороді